# Sunshine Stars Football Club
Lo Sunshine Stars Football Club è una società calcistica con sede a Akure in Nigeria.
Il club milita nella massima serie calcistica nigeriana.

## Rosa
- Sunshine Stars Football Club 2012-2013

## Palmarès

### Competizioni nazionali
- National Division One: 2

2001, 2007

### Altri piazzamenti
- Campionato nigeriano:

Secondo posto: 2010-2011
Terzo posto: 2009-2010
- CAF Champions League:

Semifinalista: 2012
- Coppa della Confederazione CAF:

Semifinalista: 2011

## Partecipazioni alle competizioni CAF
- CAF Champions League: 1 partecipazione

2012 - Semifinale
- CAF Confederation Cup: 1 partecipazione

2011 - Semifinale
- West African Club Championship (UFOA Cup): 1 partecipazione

2009 – primo turno